# ژوت

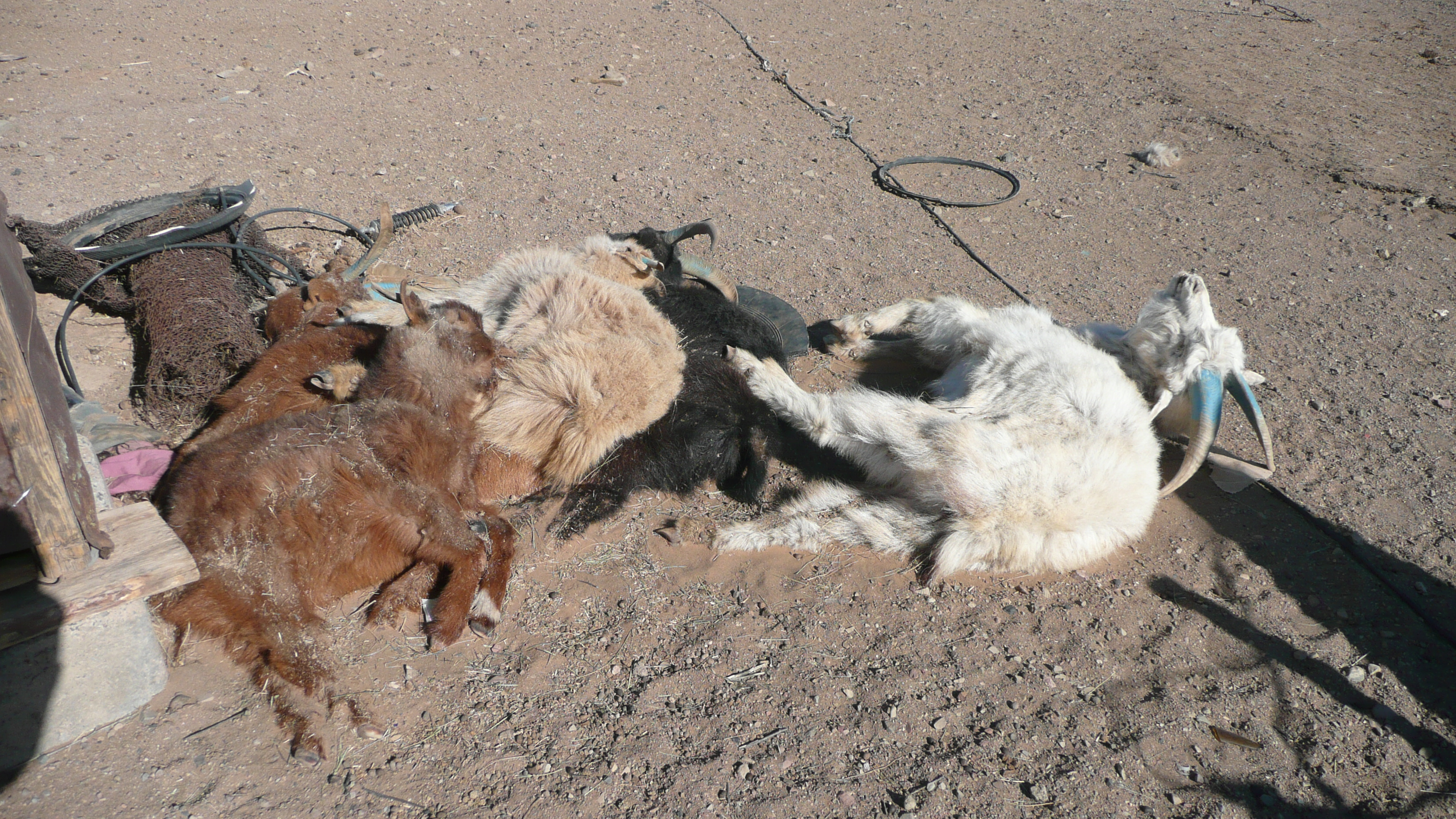
مرگ بزها بر اثر «ژوت سیاه». بیابان گبی، مارس ۲۰۱۰.

پدیدهٔ دام‌مَرگی در مرکز آسیا که در قزاقی: жұт (ژوت) در مغولی: зуд (زود) و در روسی: джут (جوت) نامیده می‌شود یکی از بلایای طبیعی در مناطق استپی، نیمه بیابانی و بیابانی در مغولستان و آسیای مرکزی است که بر اثر آن هر بار تعداد زیادی از دام‌ها تلف می‌شوند. این مرگ و میر در درجه اول به دلیل گرسنگی شدید و عدم امکان چرا به دلیل شرایط خاص آب و هوایی رخ می‌دهد. «ژوت» در زمستان به دلیل تشکیل پوسته یخی غیرقابل نفوذ بر روی زمین و در تابستان به دلیل خشکسالی رخ می‌دهد. ژوت یک فاجعه شدید دوره‌ای در تمام کشورهای آسیای مرکزی است: قزاقستان، ازبکستان، ترکمنستان، تاجیکستان، قرقیزستان. ترجمه تحت اللفظی کلمه قزاقستانی "жұт" "بلعنده و اوبارنده" است.
یک سوم از جمعیت مغولستان برای گذران زندگی کاملاً به دامداری وابسته هستند و ژوت‌های شدید می‌توانند باعث بحران‌های اقتصادی و مشکلات امنیت غذایی در این کشور شوند.

## شرح
بسته به نوع خاصی از شرایط اقلیمی، انواع مختلفی از «ژوت» وجود دارد. در مغولستان، انواع زیر از ژوت به رسمیت شناخته شده‌است:
- زود سفید (زود تْسَْگان) ناشی از بارش برف زیاد است که از رسیدن دام به علف‌ها جلوگیری می‌کند. این یک فاجعه مکرر و جدی است که باعث مرگ شمار زیادی از دام‌ها شده‌است.
- زود سیاه (خار) ناشی از عدم بارش برف در مناطق چرا است که منجر به کمبود آب برای دام و انسان می‌شود. این نوع ژوت نه هر سال اتفاق می‌افتد و نه مناطق وسیعی را تحت تأثیر قرار می‌دهد. بیشتر در منطقه بیابان گبی اتفاق می‌افتد.
- زود آهنی تامر از گرم شدن کوتاه زمستانی و به دنبال آن بازگشت به دمای زیر انجماد حاصل می‌شود. برف ذوب می‌شود و سپس دوباره یخ می‌زند و پوشش یخی غیرقابل نفوذ تولید می‌کند که از چرای دام جلوگیری می‌کند.
- زود سرد (خویتِن) زمانی رخ می‌دهد که دما برای چند روز به سطوح بسیار پایین کاهش یابد. دمای سرد و بادهای شدید از چرای دام جلوگیری می‌کند. حیوانات باید بیشتر انرژی خود را برای گرم نگه داشتن خود مصرف کنند.
- زود چندتایی (خاوسارسان) این نوع ژوت، ترکیبی از حداقل دو نوع ژوت فوق است.

در قزاقستان ضرب‌المثلی وجود دارد که «ژوت هفت قوم و خویش دارد» (жұт жеты агайынды). منظور از از آن هفت بلای طبیعی است یعنی: خشکسالی تابستان، خشک شدن علف‌ها، زمستان زودرس، برف سنگین، باران در زمستان، یخ زدن زمین‌ها، و کولاک.

### عوامل انسانی
عوامل انسانی وضعیت ناشی از زمستان‌های سخت را بدتر کرده‌است. در رژیم کمونیستی، دولت اندازه گله‌ها را تنظیم می‌کرد تا از چرای بی‌رویه جلوگیری کند. دهه ۱۹۹۰ شاهد مقررات زدایی از اقتصاد مغولستان و رشد همزمان تقاضای جهانی برای کرک کشمیری بود که از موی بز تهیه می‌شود. در نتیجه تعداد بزها در مغولستان به میزان قابل توجهی افزایش یافته‌است. برخلاف گوسفند، بزها تمایل دارند با جویدن ریشه علف به آن آسیب بزنند. سم‌های تیز آنها نیز به لایه بالایی مرتع آسیب می‌رساند که بعد باد علف‌ها را با خود می‌برد. این منجر به بیابان‌زایی می‌شود.

## مقابله

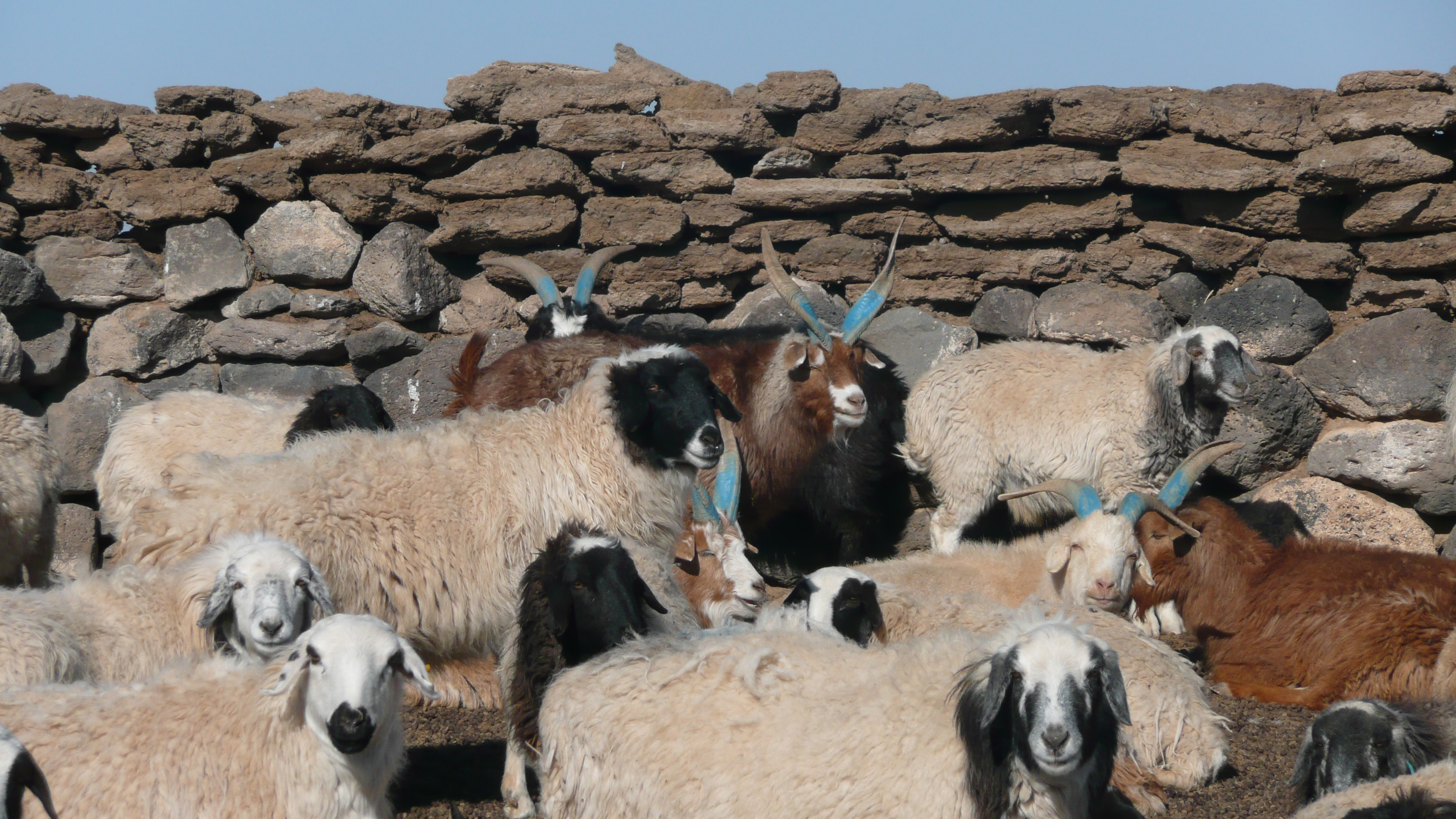
پناهگاه کیزیاک، گوبی جنوبی، ۲۰۱۰

برخی از روش‌های سنتی برای محافظت از دام در برابر چنین شرایط آب و هوایی نامساعد شامل خشک کردن و ذخیره علف‌های بریده شده در طول ماه‌های تابستان و جمع‌آوری سرگین گوسفند و بز برای ساختن بلوک‌های خشک شده قابل اشتعال به نام کیزیاک در آسیای مرکزی و اَرگال در مغولستان است. علف خشک شده را می‌توان به حیوانات داد تا از مرگ ناشی از گرسنگی در هنگام وقوع ژوت جلوگیری شود.
تپاله‌چینی یکی از روش‌های مقابله با ژوت است. کیزیاک، یا بلوک‌های سرگین گوسفند و بز، روی هم چیده شده‌اند تا دیواری بسازند که از حیوانات در برابر سرما محافظت کند و آن‌ها را به اندازه‌ای گرم نگه دارد که در شرایط سخت مقاومت کنند. این بلوک‌ها همچنین می‌توانند به عنوان سوخت در زمستان سوزانده شوند. این روش‌ها امروزه نیز انجام می‌شود، به ویژه در غربی‌ترین قسمت‌های مغولستان و مناطقی که قبلاً بخشی از قلمرو جونغارستان بوده‌است.

## پیشینه
مرگ بیش از یک میلیون رأس دام در زمستان بر اثر ژوت غیرمعمول نیست. رکورد قبلی آن در سال ۱۹۴۴ بود که تقریباً هفت میلیون راس دام تلف شد اما این رکورد در قرن بیست و یکم شکسته شد.
نوسانات قطب شمال هم در سال‌های ۱۹۴۴–۱۹۴۵ و هم در سال ۲۰۱۰ بسیار جنوبی‌تر از معمول به داخل آسیای مرکزی رانده شد و هوای سرد طولانی را به همراه داشت. در سال‌های ۱۹۹۹–۲۰۰۰، ۲۰۰۰–۲۰۰۱، و ۲۰۰۱–۲۰۰۲، مغولستان سه ژوت پیاپی را تجربه کرد که در مجموعاً ۱۱ میلیون حیوان را کشت.
در طول زمستان ۲۰۰۹–۲۰۱۰ میلادی، ۸۰ درصد از خاک مغولستان با یک پوشش برفی ۲۰۰–۶۰۰ میلی‌متری (۷–۲۴ اینچ) پوشیده شده بود. در آیماق اووْس، سرمای شدید (دمای شب ۴۸- درجه سانتی‌گراد) تقریباً ۵۰ روز باقی ماند. ۹۰۰۰ خانواده کل گله‌های خود را از دست دادند در حالی که ۳۳۰۰۰ خانواده دیگر ۵۰ درصد خسارت دیدند. وزارت غذا، کشاورزی و صنایع سبک گزارش داد که تا ۹ فوریه ۲۰۱۰، ۲٬۱۲۷٬۳۹۳ راس دام تلف شده‌است (۱۸۸٬۲۷۰ راس اسب، گاو، شتر و ۱٬۹۳۹٬۱۲۳ بز و گوسفند). وزارت کشاورزی پیش‌بینی کرد که تلفات دام ممکن است تا پایان زمستان به چهار میلیون راس برسد. با این حال، تا مه ۲۰۱۰، سازمان ملل متحد گزارش داد که هشت میلیون یا حدود ۱۷٪ از کل دام کشور تلف شده‌اند.
در زمستان ۲۰۱۵–۲۰۱۶، دماهای شدید دوباره ثبت شد و خشکسالی تابستان قبلی منجر به ذخیره ناکافی علوفه یونجه برای بسیاری از دامداران شد که باعث تلفات مداوم دام شد.

## پیامدهای اجتماعی
برخی از گله‌داران که تمام حیوانات خود را بر اثر ژوت از دست می‌دهند، باید به دنبال زندگی جدیدی در شهرها باشند. پایتخت مغولستان، اولان‌باتور، با مجموعه‌ای از خانه‌های چوبی بدون جاده و بدون شبکه آب یا فاضلاب احاطه شده‌است. بسیاری از گله‌داران آواره، با فقدان تحصیلات و مهارت‌های لازم برای بقا در محیط شهری، نمی‌توانند کار پیدا کنند و به شدت فقیر شده و به اعتیاد به الکل روی آورده‌اند و ممکن است مرتکب جرم شوند. دیگران جان خود را در مشاغل خطرناک معدنی غیرقانونی به خطر می‌اندازند.